# Cogo (vattendrag i Burundi, Ngozi)
Cogo är ett vattendrag i Burundi.   Det ligger i provinsen Ngozi, i den norra delen av landet, 70 kilometer nordost om huvudstaden Bujumbura.
Omgivningarna runt Cogo är en mosaik av jordbruksmark och naturlig växtlighet. Runt Cogo är det tätbefolkat, med 266 invånare per kvadratkilometer.